# Фридрихсвалде
Фридрихсвалде (њем. Friedrichswalde) општина је у њемачкој савезној држави Бранденбург. Једно је од 24 општинска средишта округа Барним. Према процјени из 2010. у општини је живјело 894 становника. Посједује регионалну шифру (AGS) 12060068.

## Географски и демографски подаци
Фридрихсвалде се налази у савезној држави Бранденбург у округу Барним. Општина се налази на надморској висини од 75 метара. Површина општине износи 44,9 km². У самом мјесту је, према процјени из 2010. године, живјело 894 становника. Просјечна густина становништва износи 20 становника/km².